# Distrito de Huimbayoc
El Distrito peruano de Huimbayoc es uno de los 14 distritos de la Provincia de San Martín, ubicada en el Departamento de San Martín, perteneciente a la Región San Martín.

## Geografía
La capital se encuentra situada a 198 m s. n. m.

## Historia
El nombre de este distrito, proviene de la palabra “HUIMBA” que es el nombre de una especie forestal que en la antigüedad existía en abundancia en este Distrito; hoy en día esta planta ya no se encuentra con facilidad pero su existencia sirvió para otorgarle el singular nombre que lleva este distrito.
La creación o fundación de esta localidad se realizó por manos de pobladores del Distrito de Chazuta que hace más de un centenar de años tenían como una de sus actividades principales la caza. estos cazadores desendian por las correntosas aguas del río Huallaga para desarrollar sus actividades de caza por el bajo huallaga, principalmente en la zona donde se encuentra hoy el distrito de Huimbayoc. La abundancia de especies de Fauna Silvestre y la trankilidad del lugar hizo que estas personas decidieran quedarse a radicar por esta zona lo que sucedió con mayor frecuencia cada vez que otros grupos de cazadores llegaban al lugar formándose de este modo el pequeño poblado que hoy conocemos como Huimbayoc. 

## Servicios básicos
El saneamiento básico del distrito de Huimbayoc, es responsabilidad de la propia Municipalidad, que abastece a la población del líquido elemento y servicio de desagüe.
El abastecimiento público de energía eléctrica de la localidad está a cargo de la empresa proveedora de servicios eléctricos de la Región Electro  Oriente S.A, cuyo abastecimiento actualmente es de manera permanente pero aun con limitaciones y cortes repentinos que se prolonga por varios  días. El servicio de telefonía se encuentra liderado por ser único proveedor de este servicio por la empresa TELEFÓNICA DEL PERÚ cuyo servicio a la fecha también se encuentra con ciertas deficiencias que no han podido ser solucionados hasta la actualidad. También cuenta en la actualidad con el servicio de internet mediante el cual las personas pueden tener acceso libre a la información.